# Montels (Ariège)
Montels település Franciaországban, Ariège megyében. Lakosainak száma 157 fő (2022. január 1.). Montels Alzen, La Bastide-de-Sérou és Cadarcet községekkel határos.

## Népesség
A település népességének változása:
| Lakosok száma | 143  | 118  | 126  | 147  | 161  | 159  | 158  | 156  | 154  | 157  |
|               | 1968 | 1982 | 1990 | 2006 | 2013 | 2015 | 2017 | 2019 | 2020 | 2022 |